# Nguyễn Phúc Miên Lịch
Nguyễn Phúc Miên Lịch (chữ Hán: 阮福綿𡫯; 13 tháng 5 năm 1841 – 5 tháng 11 năm 1919), tước phong An Thành vương (安城王), là một hoàng tử con vua Minh Mạng nhà Nguyễn trong lịch sử Việt Nam.

## Tiểu sử
Hoàng tử Miên Lịch sinh ngày 23 tháng 3 nhuận (âm lịch) năm Tân Sửu (1841), con trai thứ 78 và cũng là con trai út của vua Minh Mạng, mẹ là Ngũ giai Lệ tần Nguyễn Thị Thúy Trúc. Ông cũng là con út của bà Lệ tần. Miên Lịch chào đời sau khi vua cha Minh Mạng đã băng hà.
Tháng giêng năm Tự Đức thứ 11 (1858), ông được phong làm An Thành Quận công (安城郡公). Cùng lúc đó, 3 hoàng thân khác là Miên Bàng, Hồng Nghĩ và Hồng Đĩnh cũng đều được phong tước Quận công.
Tháng 9 (âm lịch) năm Thành Thái thứ 5 (1893), hoàng thân Miên Lịch được gia phong làm An Thành Quốc công (安城國公). Ông lại được tấn làm An Thành công (安城公) vao khoảng năm 1905 - 1906.
Tháng 8 (âm lịch) năm Duy Tân thứ nhất (1907), với thân phận là Tôn chính phủ Tôn Nhân, ông được bổ nhiệm vào chức Phụ chánh thân thần, thay mặt cho vua Duy Tân khi đó mới lên 8 tuổi. Năm Duy Tân thứ 2 (1908), tháng giêng, ông được tấn phong làm An Thành Quận vương (安城郡王).
Đầu năm Duy Tân thứ 5 (1911), vua tấn tôn cho ông làm An Thành vương (安城王), là một trong số ít các vị hoàng thân được phong tước Vương khi còn sống. Nguyễn Phúc tộc thế phả lại ghi rằng, sau khi mất ông mới được truy tặng tước Vương.
Ngày 13 tháng 9 (âm lịch) năm Khải Định thứ 4, Kỷ Mùi (1919), An Thành vương mất, hưởng thọ 79 tuổi, thụy là Đoan Cung (端恭), được ban cho 1280 đồng tiền tuất, còn bổng lộc các tháng còn lại của năm nay cũng cấp cho để lo việc tang. Tẩm mộ của ông được táng tại Dương Xuân Thượng (nay thuộc địa phận của phường Thủy Xuân, Huế), còn phủ thờ được dựng ở phường Phú Cát, Huế (ngày nay nằm trên đường Chùa Ông).
Thân vương Miên Lịch có 8 con trai và 6 con gái. Ông được ban cho bộ chữ Kim (金) để đặt tên cho con cháu trong phòng.